# Ferenczes István
Ferenczes István (Csíkpálfalva, 1945. január 1. –) Kossuth-díjas magyar költő, író, újságíró.

## Életútja
Csíkpálfalván született, 1945. január 1-jén. Édesapja – Imre építőmester, a csíksomlyói Kalot és más középületek építője. Édesanyja Gáll Angéla, háziasszony. Római katolikusnak keresztelték pap nagybátyjai.
Elemi iskoláit szülőfalujában végezte, a középiskolát a bánáti Lugoson, mert kulák származása miatt nem vették fel a székelyföldi középiskolákba. Két évig helyettes tanárként a Gyimeskeben tanított. A főiskolát Kolozsváron végezte biológia szakon 1967-ben, utána egy évig szülőfalujában tanított.
Az 1968-as megyésítéskor a frissen alakult megyei napilap, a Hargita újságírójaként működött. Verseit és riportjait az Ifjúmunkás, Utunk, Igaz Szó, Korunk, s a Megyei Tükör is közölte. A Hargita c. laptól 1975-ben politikai okokból eltávolították. 1975 és 1979 között szakirányító volt az Agronómusházban.
1979-ben került vissza a sajtóhoz, a Bukarestben kiadott hetilap, a Falvak Dolgozó Népe székelyföldi tudósítójaként. Itt dolgozott az 1989-es decemberi fordulatig. 1989 december 23-án egyik alapítója volt a csíki RMDSZ-nek. 1990-ben a Hargita megyei Művelődési felügyelőség főtanácsosának nevezte ki Andrei Pleșu, akkori művelődési miniszter. 1992 és 1996 között szabadúszóként élt, 1996-tól a Hargita Megyei Tanácsnál elnöki tanácsadó lett.
1997-től a Csíkszeredában megalapította a Székelyföld c. kulturális folyóiratot, a Hargita Kiadóhivatalt, amelynek 2010-es nyugdíjazásáig főszerkesztője, illetve igazgatója volt.
Eddig több mint 20 könyve jelent meg, főleg verskötetek, s ugyancsak értékes kordokumentumokat tartalmazó publicisztikai és riportkötetek. A költő otthonról kapott erkölcsi-folklorisztikus-nyelvi örökségét próbálta összeegyeztetni a posztmodern világ közérzetével. Az erdélyi magyar irodalmi- és közélet jeles egyénisége.

## Művei (válogatás)

### Verskötetek
- Ferencz S. István: Nyári vándorlások. Versek; Kriterion, Bukarest, 1972 (Forrás)
- Ferencz S. István: Utolsó kenyér. Versek. 1972–1977; Kriterion, Bukarest, 1978
- Ki virággal megveretett. Versek; Kriterion, Bukarest, 1984
- Mikor Csíkban járt a török. Gyermekversek; Kriterion, Bukarest, 1986
- Megőszülsz mint a fenyvesek. Versek; Kriterion, Bukarest, 1988
- Indián a Hargitán. Versek gyermekeknek és szülőknek; Kriterion, Bukarest, 1990
- Félidő, félpokol. Versek; Mentor, Marosvásárhely, 1994
- Hó hull örök vadászmezőkre. Versek és szövegek; Pallas-Akadémia, Csíkszereda, 1996
- A pepita hangya. Versek gyerekeknek, szülőknek és nagyszülőknek; Pro-Print, Csíkszereda, 1998
- Didergés. Versek; Pont, Budapest, 2000
- Csíksomlyó. Pünkösdi búcsú; Viza Gazda, Kolozsvár, 2000
- Sekler songs [Székely dalok]; Pro-Print, Csíkszereda, 2001
- Bacchatio Transsylvanica. Versek; Felsőmagyarország–Szépírás, Miskolc–Szolnok, 2002
- Minerálnájá pesznyá [Ásványdal] (három poéma); Pro-Print, Csíkszereda, 2003
- Túlexponált fényképek; Pallas-Akadémia, Csíkszereda, 2004
- Nevedet nevemmel; Pallas-Akadémia, Csíkszereda, 2005 (Mesevonat, 10.)
- Ágota könyve; Pallas-Akadémia, Csíkszereda, 2006 (Mesevonat, 11.)
- Zazpi; Kortárs, Budapest, 2010 (Kortárs vers)
- Tündérkert virágai. Erdélyi gyermekvers-antológia; szerk. Ferenczes István, Fekete Vince; 2. kiad.; Móra, Budapest, 2010
- Amor mystica [Misztikus szerelem]; Pro-Print, Csíkszereda, 2011
- Székely népballadák; vál., szerk. Ferenczes István; Hargita, Csíkszereda, 2012 (Székely könyvtár)
- Válogatott versek; vál., szerk. Lövétei Lázár László; Hargita, Csíkszereda, 2014 (Székely könyvtár)
- Drakula blues. Hosszúversek éjszakái, 1969–2019; Pro-Print, Csíkszereda, 2021

### Publicisztika- és riportkötetek, esszék
- Gyásztól gyászig. Publicisztikai írások; szerzői, Csíkszereda, 1994
- Székely apokalipszis; Magyar Napló, Budapest, 2002 (Önképünk az ezredfordulón)
- Ordasok tépte tájon. Riport-novellák; Pro-Print, Csíkszereda, 1997 (Krónika könyvek)
- Székely tántorgó. Esszék, tárcák, vallomások; Írott Szó Alapítvány–Magyar Napló, Budapest, 2005
- Székely tántorgó. Esszék, tárcák, vallomások; 2. jav. kiad.; Írott Szó Alapítvány–Magyar Napló, Budapest, 2006
- Arghezi / Ergézi; Hargita, Csíkszereda, 2015
- Veszedelmekről álmodom; Kortárs, Budapest, 2018

## Díjak, elismerések (válogatás)
- Látó-nívódíj (1993)
- Szabó Zoltán-díj (1994)
- Különdíj a Székely apokalipszis c. riportsorozatért (1995)
- József Attila-díj (2001)
- Spectator-díj (2004)[1]
- Balassi Bálint-emlékkard (2005)
- Arany János-díj (2012)
- Magyarország Babérkoszorúja díj (2015)[2]
- Kossuth-díj (2019)
- Prima díj (2021)[3]